# Dalaram
Dalaram (pers. دلارام) – wieś w Iranie, w ostanie Buszehr. W 2006 roku miejscowość liczyła 29 mieszkańców w 7 rodzinach.